# Ann Petrén
Pour les articles homonymes, voir Petrén.
Ann Petrén est une actrice suédoise, née le 25 mai 1954.

## Filmographie sélective
- 1988 : Friends de Kjell-Åke Andersson
- 2003 : Om jag vänder mig om de Björn Runge
- 2004 : Masjävlar de Maria Blom
- 2008 : Maria Larssons eviga ögonblick de Jan Troell
- 2011 : Happy End de Björn Runge
- 2015 : Bron (série télévisée)
- 2015 : Jordskott  (série télévisée)
- 2016 : Flickan, mamman och demonerna de Suzanne Osten
- 2017 : Notre grande famille  (série télévisée)
- 2018 : Border de Ali Abbasi : Agneta, la cheffe de la police
- 2015 : Bron/Broen (The Bridge) (série télévisée) : Marie-Louise Norén (Saison 3)